# 特瓦里
49°29′37″N 23°0′45″E / 49.49361°N 23.01250°E
特瓦里（烏克蘭語：Тварі），是烏克蘭西部的村莊，隸屬利維夫州的桑比爾區。該村面積0.33平方公里，海拔高度315米，2001年人口41，人口密度每平方公里125.77人。